# ديفيد تورنبول
ديفيد تورنبول هو سياسي كندي، ولد في 17 مارس 1942 في نيوكاسل أبون تاين في المملكة المتحدة. حزبياً، نشط في حزب أونتاريو المحافظ التقدمي. وقد انتخب عضو برلمان مقاطعة أونتاريو.